# Austrochthonius paraguayensis
Austrochthonius paraguayensis es una especie de arácnido  del orden Pseudoscorpionida de la familia Chthoniidae.

## Distribución geográfica
Se encuentra en Paraguay.